# H-Soz-Kult
H-Soz-Kult (Humanities – Sozial- und Kulturgeschichte) je německojazyčné odborné internetové fórum a komunikační platforma pro historiky, která zveřejňuje zprávy a publikace z oboru na internetu.
Byl založen v roce 1996 a je provozován Humboldtovou univerzitou v Berlíně. Název se odvolává na sociální a kulturní dějiny, i když se web snaží pokrývat i jiné oblasti historie a věnuje se i interdisciplinárnímu výzkumu. Web je oficiálním mediálním partnerem Spolku německých historiků a historiček (Verband der Historiker und Historikerinnen Deutschlands).